# Ripollet
Ripollet – gmina w Hiszpanii, w prowincji Barcelona, w Katalonii, o powierzchni 4,4 km². W 2011 roku gmina liczyła 37 422 mieszkańców.

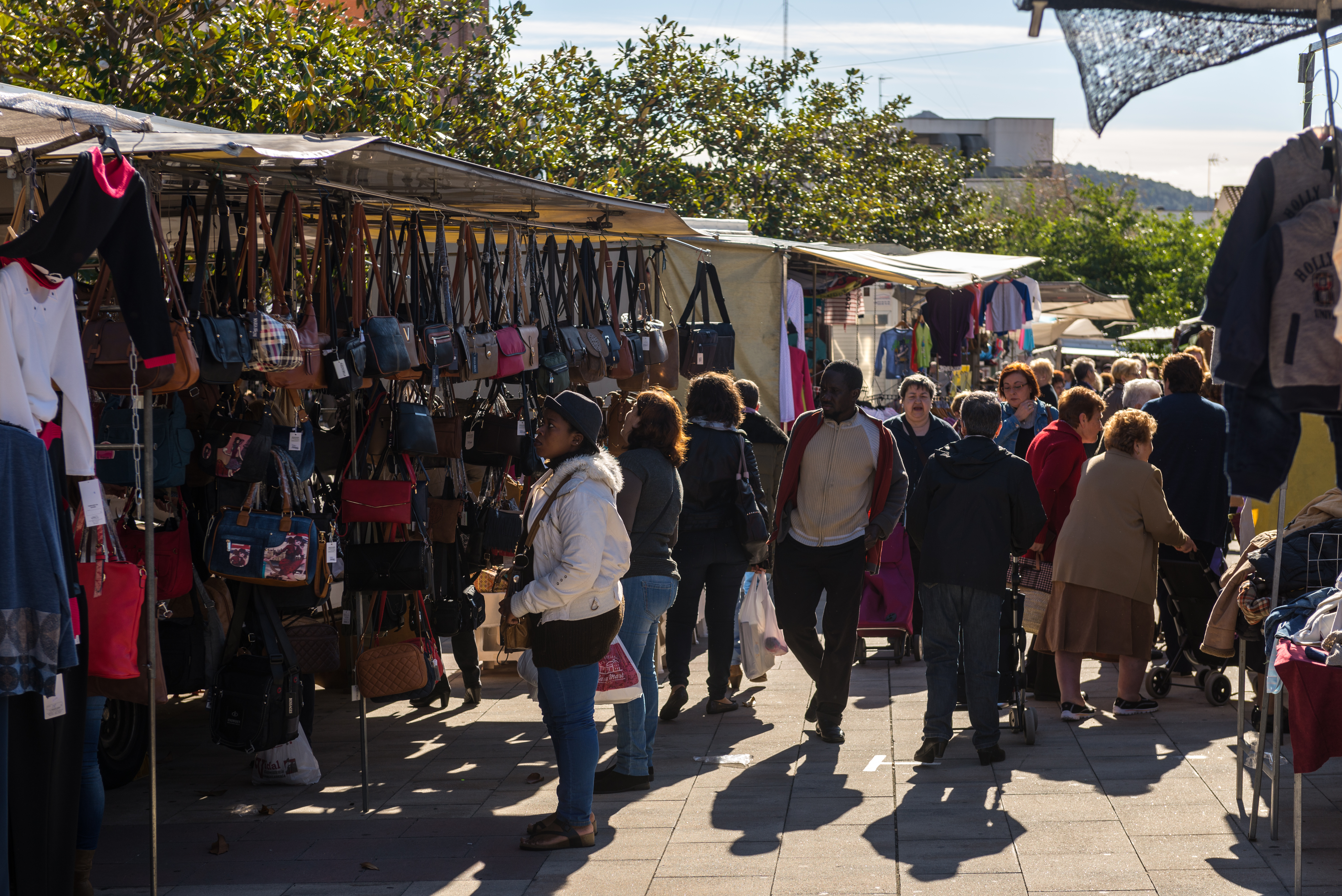
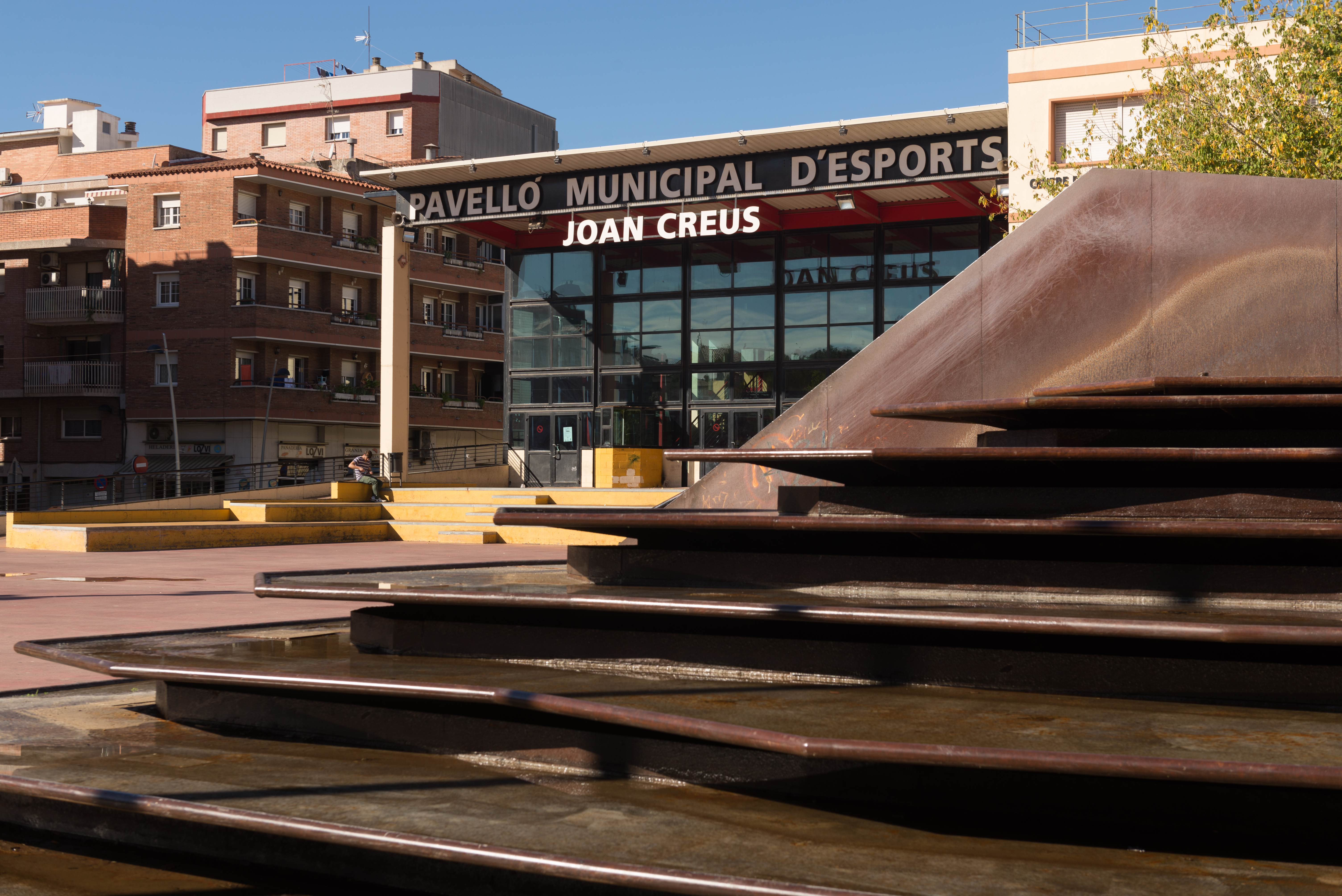
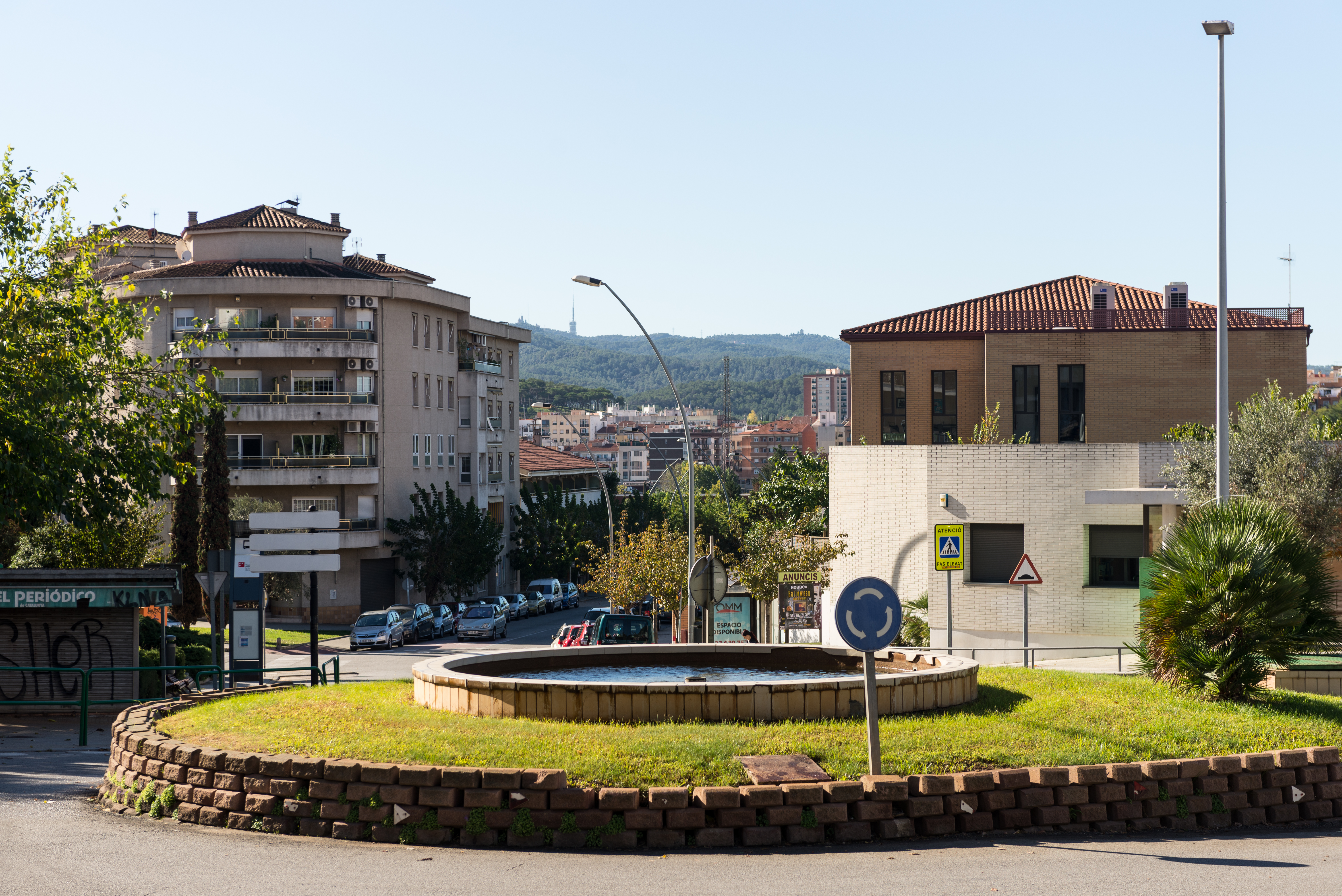
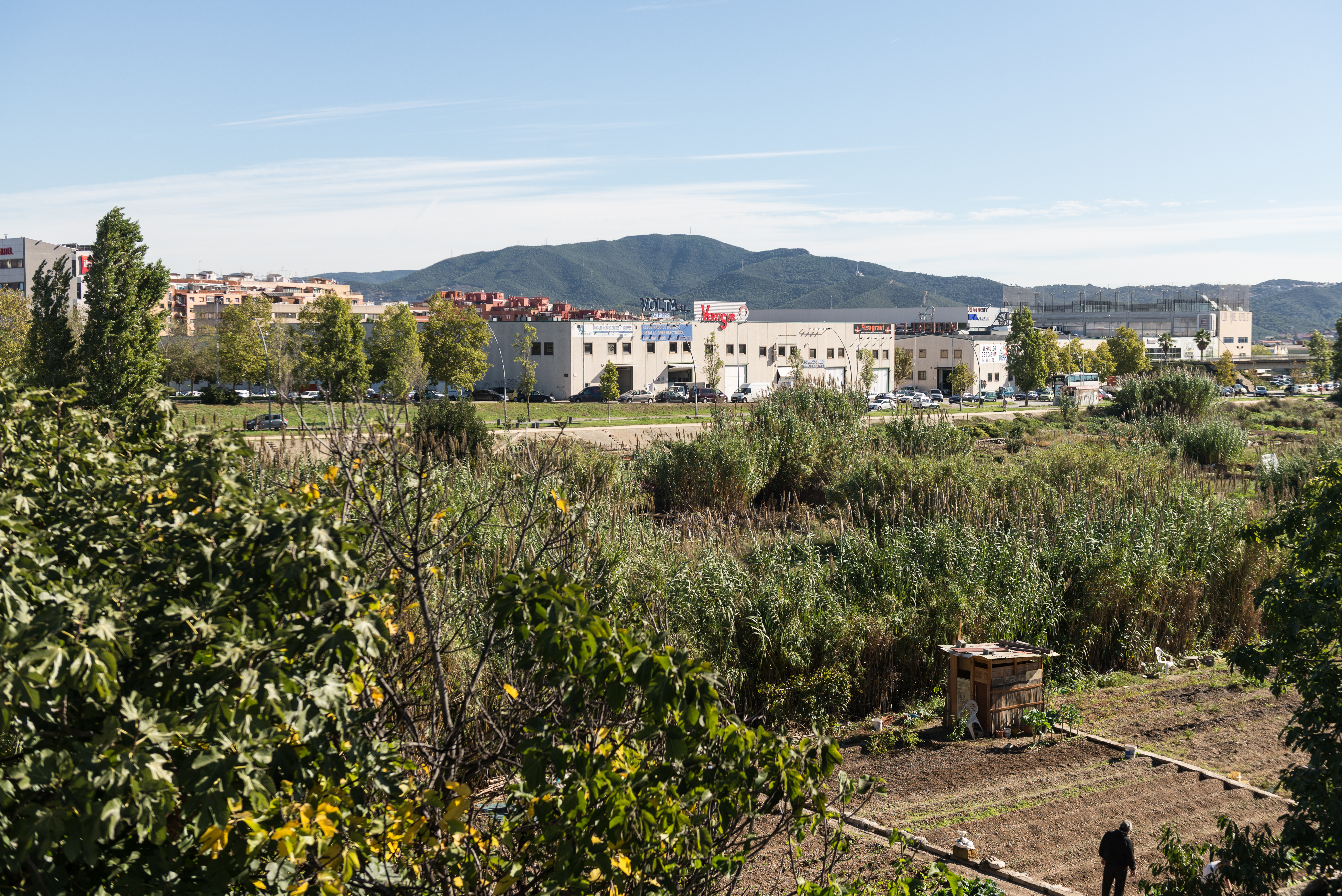
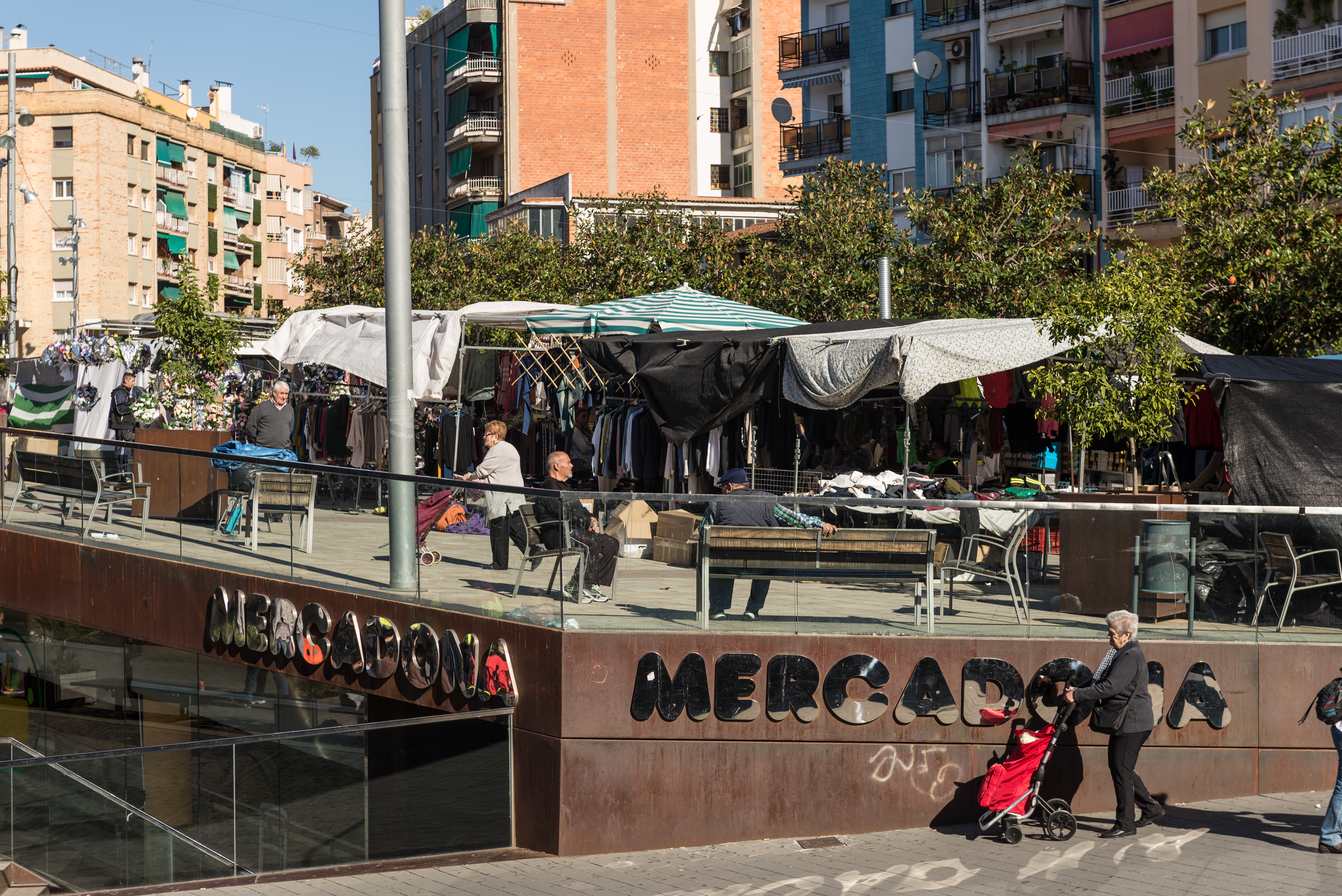
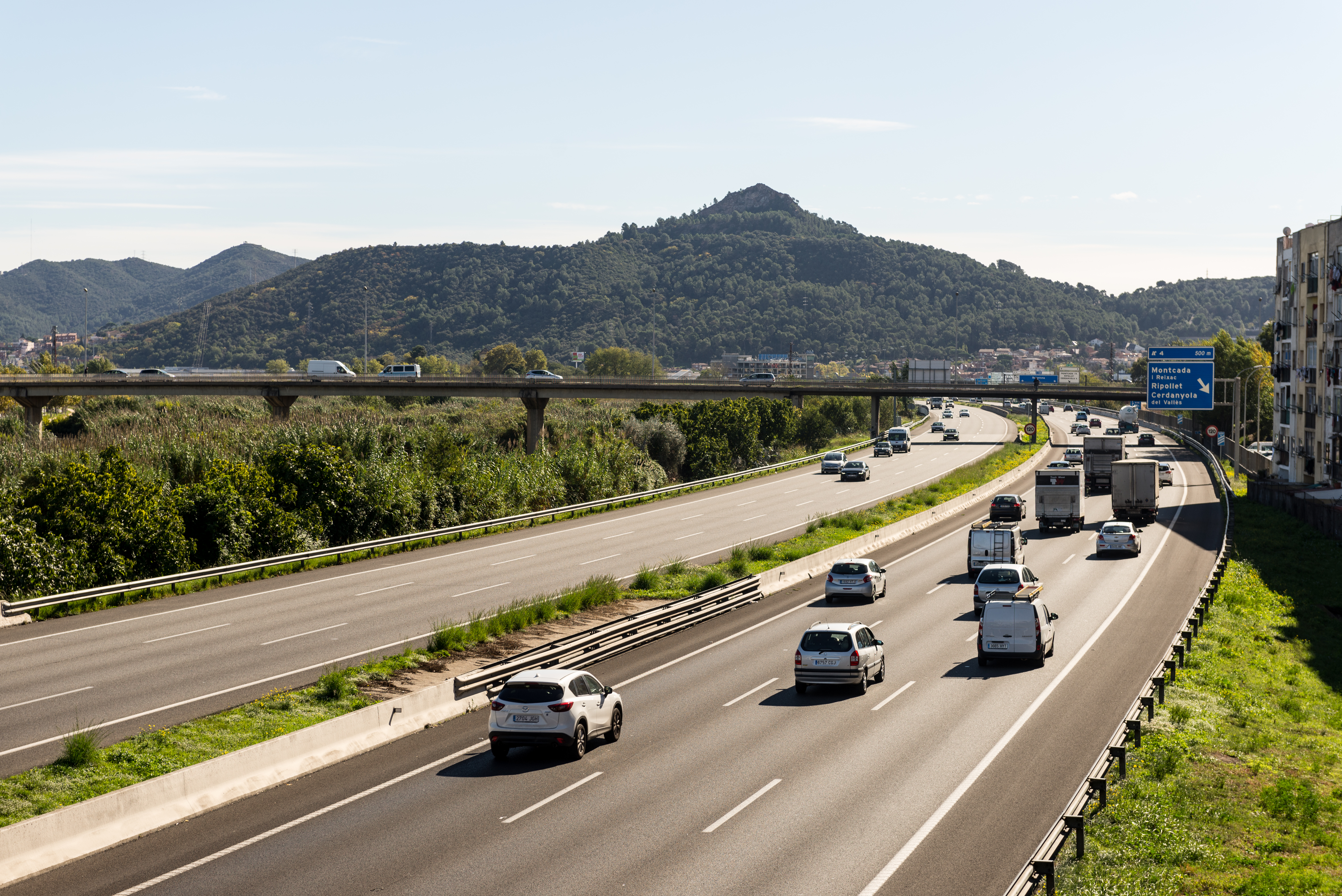
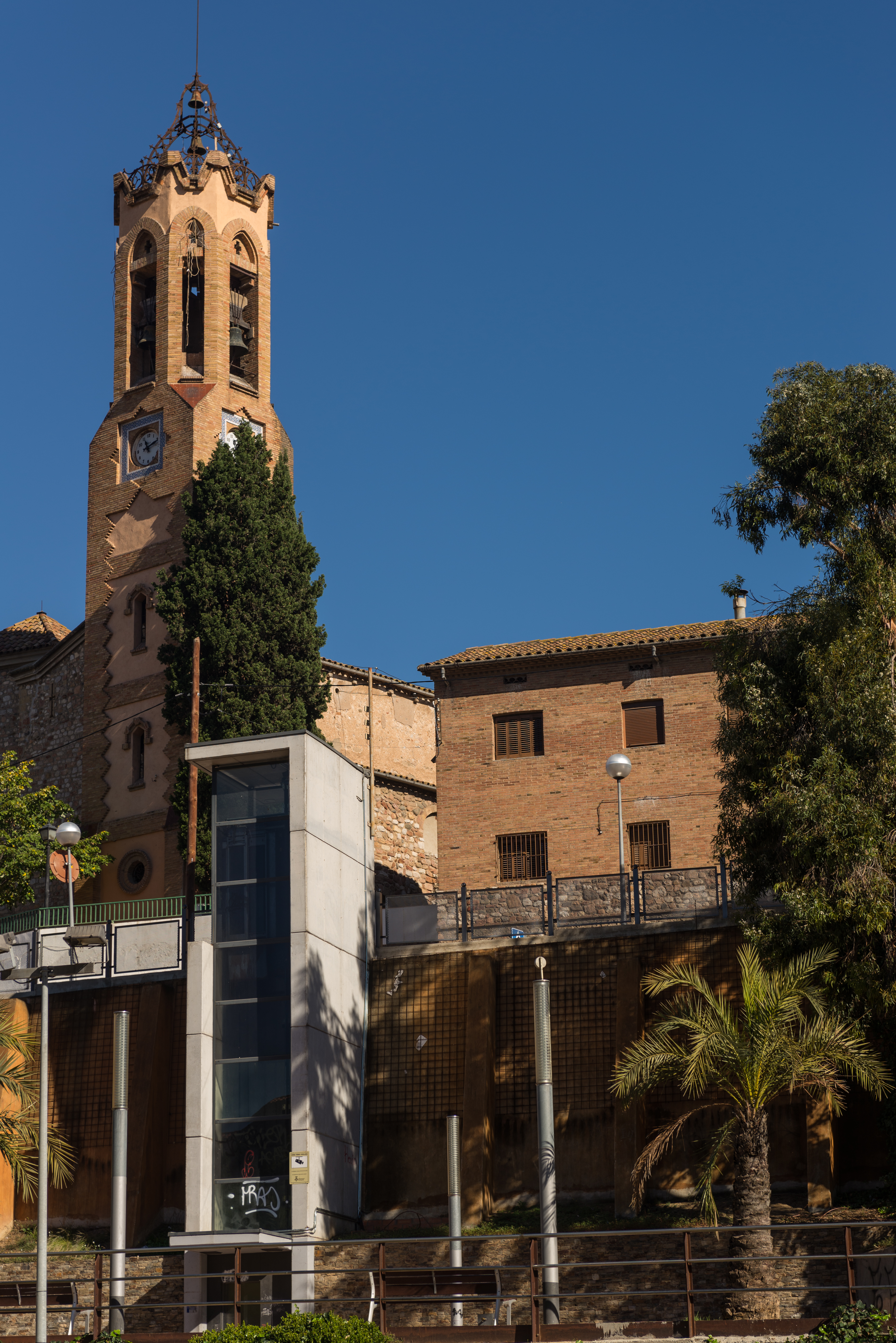
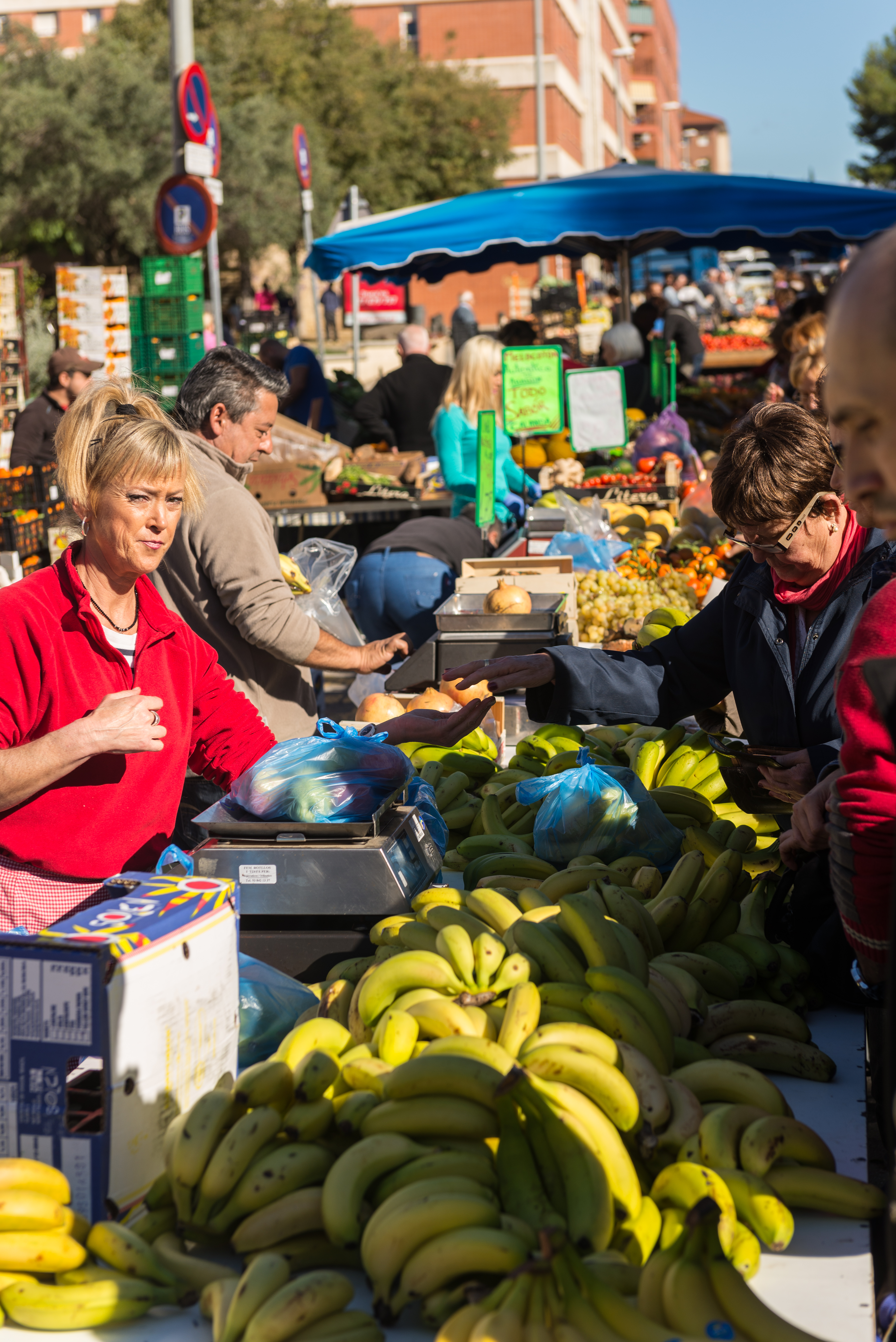